# Philipp Loth von Seers
Philipp Loth von Seers (* 1695 in Herford; † 10. Mai 1767 in Berlin) war ein preußischer Generalmajor, Chef des Ingenieurkorps und Kommandant der Festung Schweidnitz sowie Ritter des Ordens Pour le Mérite.

## Leben

### Herkunft
Er war der Sohn von Generalmajor Peter von Seers.

### Militärkarriere
Seers begann zunächst im Infanterieregiment Nr. 17 und kam 1716 als Kondukteur zum Ingenieurskorps. 1726 wurde er Kapitän und 1734 Major. 1741 begann er mit der Befestigung von Schweidnitz. Am 8. Januar 1742 wurde er Oberstleutnant in dem neuerrichteten Pionierregiment „Walrave“. 1744 rückte er jedoch mit der Armee nach Böhmen in das Feld. Am 10. Oktober 1747 wurde er zum Oberst befördert und erhielt den Orden Pour le Mérite. 1748 wurde der General Walrave verhaftet und Seers wurde an dessen Stelle zum Chef des Regiments ernannt. Er war ein guter Ingenieur und hatte die Festung Schweidnitz ausgebaut, 1757 wurde er Generalmajor und Kommandant von Schweidnitz. Die Besatzung bestand aber aus zahlreichen gepressten sächsischen Soldaten und es fehlte an Artilleristen. Aber die Festung war mit reichlich Vorräten versehen. Nach der preußischen Niederlage in der Schlacht bei Kolin rückten die Österreicher gegen die Festung vor und nach sechswöchiger Belagerung und dem Verlust von zwei Forts ergab er sich.
Am 11. September 1757 übergab er die Festung an den Grafen Franz Leopold von Nádasdy und ging in Gefangenschaft. Er wurde 1758 ausgetauscht, danach vor ein Kriegsgericht gestellt, verurteilt und entlassen.
Seers starb 1767 in Berlin.

### Familie
Er war in erster Ehe seit 1727 mit Francoise de St. Laurent sowie in zweiter Ehe seit 1761 mit Charlotte du Trossel (1728–1774) verheiratet. Nach dem Tod ihres Mannes heiratete die Witwe im Dezember 1773 den Oberst in holländischen Diensten Philipp du Ham de Vence.
Seers wurden vier Kinder geboren, wovon zwei jung verstarben. Die anderen beiden waren:
- Ernst Ludwig, Sekondeleutnant im Füsilierregiment Nr. 49, bei Kay schwer verwundet
- Susanne Luise, ⚭ Johann von Balby, preußischer Ingenieur-Oberst